# مايكل أيه غورجيان
مايكل أيه غورجيان (بالإنجليزية: Michael A. Goorjian)‏ مواليد 4 فبراير 1971 في سان فرانسيسكو، هو ممثل وكاتب سيناريو أمريكي بدأ مسيرته الفنية سنة 1991. هو من الفائزين بجائزة إيمي.

## أعماله
- مغادرة لاس فيغاس (فيلم)
- تشابلن (فيلم)
- المكسور (فيلم)

## روابط خارجية
- مايكل أيه غورجيان على موقع IMDb (الإنجليزية)
- مايكل أيه غورجيان على موقع ألو سيني (الفرنسية)
- مايكل أيه غورجيان على موقع أول موفي (الإنجليزية)
- مايكل أيه غورجيان على موقع قاعدة بيانات الأفلام السويدية (السويدية)
- مايكل أيه غورجيان على موقع قاعدة بيانات الفيلم (الإنجليزية)
- مايكل أيه غورجيان على موقع كينوبويسك (الروسية)